# بوسک، اوکراین
بوسک (به روسی: Буськ) شهری است در استان لویو در کشور اوکراین قرار دارد. جمعیت این شهر ۸٬۶۷۳ نفر است.